# Барбара Гогогуй Бле Інес
Барбара Гогогуй Бле Інес (фр. Barbara Gogoguy Ble Ines; нар. 15 червня 1992) — івуарійська футболістка, захисниця українського клубу «Восход» (Стара Маячка).

## Життєпис
Виступала в Тунісі, де разом з командою виграла національний чемпіонат.
Напередодні старту сезону 2019/20 років приєдналася до складу минулорічного бронзового призера чемпіонату України, «Восхода». У Вищій лізі України дебютувала 17 серпня 2019 року в переможному (6:2) виїзному поєдинку 5-о туру проти «Маріупольчанки». Барбара вийшшла на поле в стартовому складі та відіграла увесь матч.